# Viktorija Sťopinová
Viktorija (Vita) Ivanivna Sťopinová (ukrajinsky Вікторія (Віта) Іванівна Стьопіна; * 21. února 1976, Záporoží, Sovětský svaz) je ukrajinská atletka, výškařka, bronzová olympijská medailistka.

## Kariéra
V roce 1994 skončila šestá na mistrovství světa juniorů v Lisabonu. O rok později si ukrajinská výškařka zlepšila osobní rekord pod širým nebem na 192 cm, když tuto laťku překonala 20. června v Čáslavi. V témže roce se stala v maďarské Nyíregyháze juniorskou mistryní Evropy (191 cm). Stříbro zde mj. získala švédská výškařka Kajsa Bergqvistová. Čtyřikrát se kvalifikovala na mistrovství světa. V roce 1999 skončila ve španělské Seville sedmá. V roce 2003 na světovém šampionátu v Paříži si o dvě místa pohoršila, když skočila 190 cm a v Helsinkách, které pořádaly MS v atletice v roce 2005, se umístila znovu na 7. místě (193 cm). Na MS 2011 v jihokorejském Tegu skončila v kvalifikaci.
Čtyřikrát reprezentovala na letních olympijských hrách. Poprvé se zúčastnila olympiády v Atlantě v roce 1996, kde neprošla kvalifikací. Nejvýraznější úspěch své kariéry zaznamenala v roce 2004 na letních olympijských hrách v Athénách, kde získala bronzovou medaili. Ve finále si vytvořila výkonem 202 cm nový osobní rekord, když tuto výšku překonala napoprvé. O čtyři roky později se podívala do výškařského finále i na olympijských hrách v Pekingu, kde skončila společně s Ivou Strakovou na děleném 12. místě. Na LOH 2012 v Londýně obsadila v kvalifikaci 34. místo.
Dvakrát se zúčastnila halového mistrovství světa. V roce 2004 v Budapešti skončila osmá a o dva roky později v Moskvě obsadila sedmé místo (196 cm). Bronzovou medaili si odvezla v roce 2004 z německého Lipska, kde se konal Evropský halový pohár, ke třetímu místu bylo nutné překonat 193 cm. Její halový osobní rekord má hodnotu 199 cm, když tuto výšku pokořila 4. února 2006 v Arnstadtu.
V roce 2008 se zúčastnila tzv. Moravské výškařské tour. V Hustopečích skončila společně s Barborou Lalákovou na šestém místě (189 cm). Na Beskydské laťce v Třinci byla sedmá. V roce 2009 se stala vítězkou Beskydské laťky, když v rozeskakování porazila českou výškařku Ivu Strakovou. O pár dní později skončila v Hustopečích sedmá. V roce 2010 skončila na evropském šampionátu v Barceloně na šestém místě. Žije v Mykolajivě.

### Úspěchy
| Rok  | Závod                              | Místo                    | Umístění | Výkon  |
| ---- | ---------------------------------- | ------------------------ | -------- | ------ |
| 1993 | Mistrovství Evropy juniorů         | San Sebastián, Španělsko | 13.      | 1,78 m |
| 1994 | Mistrovství světa juniorů          | Lisabon, Portugalsko     | 6.       | 1,85 m |
| 1995 | Mistrovství Evropy juniorů         | Nyíregyháza, Maďarsko    | 1.       | 1,91 m |
| 1998 | Mistrovství Evropy v atletice 1998 | Budapešť, Maďarsko       | 7.       | 1,92 m |
| 1999 | Mistrovství světa v atletice 1999  | Sevilla, Španělsko       | 7.       | 1,96 m |
| 2003 | Mistrovství světa v atletice 2003  | Paříž, Francie           | 9. =     | 1,90 m |
| 2004 | Evropský halový pohár v atletice   | Lipsko, Německo          | 3. =     | 1,93 m |
| 2004 | Halové MS v atletice 2004          | Budapešť, Maďarsko       | 8.       | 1,91 m |
| 2004 | Letní olympijské hry 2004          | Athény, Řecko            | 3.       | 2,02 m |
| 2004 | Světové atletické finále           | Monte Carlo, Monako      | 2.       | 1,98 m |
| 2005 | Mistrovství světa v atletice 2005  | Helsinky, Finsko         | 7.       | 1,93 m |
| 2005 | Světové atletické finále           | Monte Carlo, Monako      | 5.       | 1,93 m |
| 2006 | Halové MS v atletice 2006          | Moskva, Rusko            | 7.       | 1,96 m |
| 2008 | Letní olympijské hry 2008          | Peking, Čína             | 12. =    | 1,93 m |
| 2010 | Mistrovství Evropy v atletice 2010 | Barcelona, Španělsko     | 6.       | 1,95 m |

### Osobní rekordy
Dvoumetrovou hranici a vyšší překonala ve své kariéře celkově dvakrát. Poprvé 26. května 2003 v Kyjevě.
- hala – 199 cm – 4. únor 2006, Arnstadt
- venku – 202 cm – 28. srpen 2004, Athény